# Terapus mexicanus
Terapus mexicanus är en skalbaggsart som beskrevs av Mann 1926. Terapus mexicanus ingår i släktet Terapus och familjen stumpbaggar. Inga underarter finns listade i Catalogue of Life.